# Serrat de l'Arnal
El Serrat de l'Arnal és un serrat del terme municipal de Conca de Dalt, en el seu antic terme de Toralla i Serradell, en territori del poble de Toralla. És a ponent de Toralla, al sud-est del Turó de la Mola Mora, que és el seu cim culminant.